# Космос-1124
Космос-1124 — советский разведывательный спутник раннего предупреждения о пуске баллистических ракет с континентальной части США запущенный 28 августа 1979 года с космодрома «Плесецк» в рамках программы «Око». Был взорван на орбите.

## Запуск
Запуск космического аппарата состоялся в 0:17 по Гринвичу 28 августа 1979 года. Для вывода спутника на орбиту использовалась ракета-носитель «Молния-М». Старт был осуществлён с площадки космодрома «Плесецк». После успешного вывода на орбиту спутник получил обозначение «Космос-1124», международное обозначение 1979-077A и номер по каталогу спутников 11509.
«Космос-1124» эксплуатировался на высокой эллиптической околоземной орбите. По состоянию на 28 августа 1979 года он имел перигей 620 километров, апогей 4070 километров и наклон 62,8° с периодом обращения 724 минут.

## Инцидент
В связи с невозможностью нормальной эксплуатации космического аппарата  9 сентября 1979 года  в 2:30 по Гринвичу на околоземной орбите на высоте 8375 км спутнику «Космос‑1124» была отдана команда на самоликвидацию. В результате взрыва в космосе образовалось облако обломков. Всего было каталогизировано 4 фрагмента.

## Космический аппарат
«Космос-1124» принадлежал к серии спутников УС-К, которая была разработана НПО Лавочкина по программе «Око» для идентификации пусков ракет с континентальной части США с помощью оптических телескопов и инфракрасных датчиков.